# Dam van Ngalaik
De dam van Ngalaik is een dam en stuwmeer nabij Pyinmana in de divisie Mandalay in het centrum van Myanmar. De dam is gebouwd tussen 1978 en 1988.
De dam is ongeveer 25 m hoog en 1.210 m lang. De volle capaciteit van het stuwmeer is 93.000.000 m³ en kan circa 85 km³ aan landbouwgrond irrigeren. Het hoofdkanaal van het reservoir is 21,44 km lang en de vertakkingen daarvan zijn samen 83,17 km lang. 
De dam en het reservoir zorgen ook voor de recreatieve faciliteiten in de hoofdstad.